# Chihuahuas d'El Paso
Les Chihuahuas d'El Paso (en anglais : El Paso Chihuahuas) sont une équipe de ligue mineure de baseball basée à El Paso au Texas. Affiliés aux Padres de San Diego de la Ligue majeure de baseball, les Chihuahuas sont une équipe de niveau Triple-A dans la Ligue de la côte du Pacifique.
La franchise a été relocalisée à El Paso après avoir été établie à Tucson en Arizona, où elle s'appelait les Padres de Tucson de 2011 à 2013. De 2001, date de sa première affiliation aux Padres de San Diego, jusqu'en 2010, le club de ligue mineure était basé à Portland en Oregon et connu sous le nom de Beavers de Portland.
Les Chihuahuas jouent leurs matchs locaux au Southwest University Park d'El Paso.
Les Chihuahuas remportent le titre de la Ligue de la côte du Pacifique en 2016.